# Entandrophragma caudatum
Espèce
Synonymes
- Pseudocedrela caudata Sprague[1] [2]

Statut de conservation UICN

 LC  : Préoccupation mineure
Entandrophragma caudatum est une espèce d'arbres de la famille des Méliacées.